# Constantin Sandu-Ville

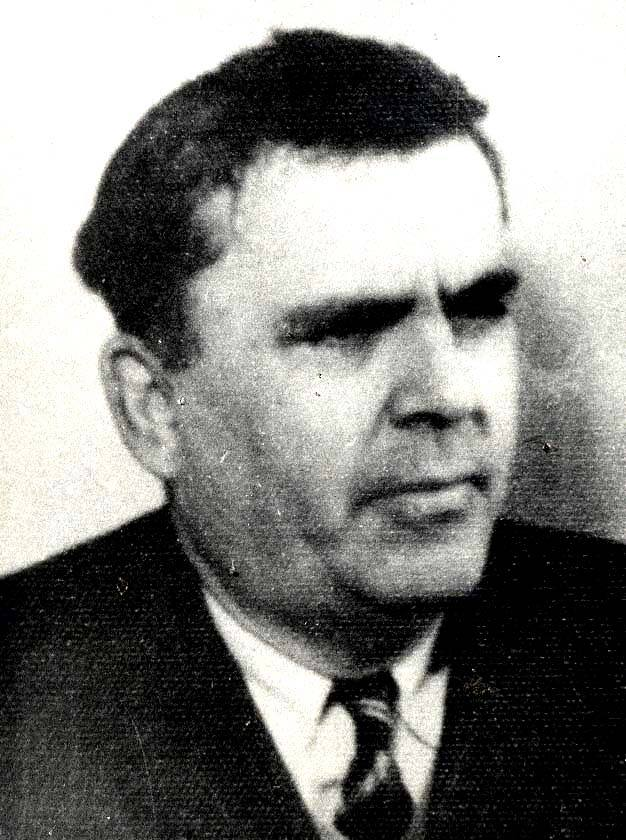
(1897-1969)

Mormântul lui Constantin A. Sandu-Ville de la Cimitirul Eternitatea din Iași.

Constantin A. Sandu-Ville (n. 22 august 1897, Pietroasele, Buzău – d. 13 octombrie 1969, Iași) a fost un inginer agronom român, fitopatolog, membru corespondent (2 iulie 1955) al Academiei Române. Membru de onoare al Academiei de Științe Agricole (1969). A fost înmormântat la Cimitirul Eternitatea din Iași.

## Educație
Studii liceale la Craiova și Râmnicu Vâlcea și superioare la Școala Superioară de Agricultură de la Herăstrău (1921–1925). Discipol al academicianului Traian Săvulescu, și-a susținut teza de doctorat  în 1929, la Hochschule für Bodenkultur din Viena. A lucrat, încă de la începutul carierei sale, în domeniul fitopatologiei.

## Activitate didactică
A desfășurat o bogată activitate didactică: asistent la Catedra de sistematică și patologie vegetală (1924–1927), șef de lucrări la Secția de fitopatologie (1929–1938) din cadrul Academiei de Înalte Studii Agronomice din București, profesor suplinitor, iar din 1946 titular al Catedrei de protecția plantelor din cadrul Facultății de Agronomie din Iași; între 1946 și 1950 a fost decan al Facultății de Agronomie din Iași; director al Stațiunii de fitopatologie din Chișinău (din 1941) și al Stațiunii de viticultură din Iași. În activitatea didactică s-a impus prin elaborarea mai multor ediții ale Cursului de fitopatologie și prin organizarea laboratorului Institutului de Agronomie din Iași. 

## Activitate profesională
A fost directorul Stațiunii de Fitopatologie din Chișinău, apoi director al Stațiunii de Viticultură din Chișinău, iar după venirea la Iași, în 1945, în paralel cu activitatea didactică de la Universitatea de Științe Agricole și Medicină Veterinară, alături de prof. Alexandru Lazăr și prof. Mircea Hatmanu, a pus bazele cercetării fitopatologice de la Iași și din Moldova. A fost șeful Laboratorului de Fitopatologie de la Stațiunea de Ameliorarea Plantelor și Controlul Semințelor. Încă din 1929, împreună cu academicianul Traian Săvulescu, a pus bazele publicației anuale „Starea fitosanitară a României“, ce cuprindea date despre agenții patogeni ce atacă legumele, pomii, vița-de-vie, culturile de câmp, plantele medicinale și aromatice, colectate de pe întreg teritoriul țării. Este cel care a semnalat făinarea la sfecla-de-zahăr, una dintre principalele boli ale acestei plante. De asemenea, de numele lui se leagă cercetări de mare valoare asupra altor două boli: râia neagră a cartofului și mucegaiul alb al rădăcinilor viței-de-vie. Este creatorul celei mai complete „arhive“ de boli ale plantelor din Moldova - Herbarul Micologic al Moldovei, aflat în zestrea Universității ieșene de Agronomie, în care a descris 137 de micromicete noi pentru știință și 1873 pentru România.

## Activitate științifică
Încă de la începuturile activității sale s-a afirmat ca cercetător în domeniul fitopatologiei: a publicat peste 130 de lucrări și monografii și peste 90 de articole cu caracter tehnic și de popularizare; a explorat mai multe domenii ale biologiei vegetale: sistematica plantelor superioare, sistematica, morfologia și ecologia ciupercilor și bacteriilor, îndeosebi ale celor fitopatogene. A făcut cercetări asupra unor bacterii și ciuperci parazite la plante, referitoare îndeosebi la sistematica, morfologia, ecologia, ciclul biologic, profilaxia și combaterea acestora. A descris peste 3 000 de specii de micromicete prezente în România, o predilecție deosebită arătând pentru ciupercile din familia „Erysiphaceae”. A făcut cercetări privitoare la combaterea mălurii comune la grâu, la studiul sortimentelor de soiuri existente în vederea selecționării celor rezistente la mălura comună: Râia neagră a cartofului în România (1926); Tratarea semințelor de grâu contra mălurei (1936); Încercări de stimularea plantelor cu ajutorul acidului cianhidric (1937); Contribution à la connaissance de Micromycètes de Bessarabie (1943); Instrucțiuni pentru folosirea insecticidelor și fungicidelor în agricultură (1944); Pyrenomicetele. Sclerotinia minor a salatei (1959, în colab.); Botryotinia fuckliana (1962, în colab.); Ciupercile Erysiphaceae din România (1967, în colab.); Micromicete noi din România (1969) ș.a. La Iași a realizat și publicat primul curs de Patologie vegetală pentru facultățile de Agricultură și Horticultură.

## Distincții
- Ordinul Muncii clasa a II-a (31 decembrie 1956) „cu prilejul împlinirii a 90 de ani de la înființarea Societății Academice Romîne, pentru merite deosebite in muncă”[5]

## Cărți
- Ciupercile Erysiphaceae din România, Editura Academei Române, 1967.
- Opere agricole. Vol. I. (colab.) Editura Academiei române, 1968, 653 p.
- Ciuperci Pyrenomycete - Sphaeriales din România, Editura Academiei Române, în 1971.